# 張鐵志
張鐵志（1972年10月12日—），臺北人，臺灣作家、文化政治評論者及社會運動者。現為《VERSE》、《VIBES》雜誌社長兼總編輯。
他曾擔任《旺報》文化副刊主任、《新新聞》副總編輯，並曾在《中國時報》、《文訊》雜誌、《信報》、《南方都市報》、《南都週刊》及《東方早報》等大眾傳媒擔任專欄撰寫者。
此外，他也長期關注搖滾樂與社會運動之間的關係。

## 生平概略
張鐵志的雙親來自中國大陸。他自小成長於臺北五分埔的眷村。他在畢業於臺北市立建國高級中學後進入國立臺灣大學就讀，並在校內加入學生社團大陸問題研究社，也曾積極參與學生運動反對國民黨實行威權統治；畢業後，他開始擔任記者。
2009年，張鐵志在《旺報》創刊後出任該刊物首任副刊主編。
2012年1月，張鐵志在「拒絕中時運動」爆發後於個人臉書發表聲明，表達選擇留在《中國時報》，並呼籲該報社尊重多元意見。
2012年4月11日，《中國時報》編輯蔡其達遭報社高層以「業務緊縮」為由資遣；該事件再度掀起輿論風波並使得更多人士加入「拒絕中時運動」，但是張鐵志並未即時對此公開表達意見。
2012年5月5日，張鐵志宣布停止在《中國時報》繼續撰寫專欄文章，並公開表示「蔡衍明粗暴地把報紙當做私器，並且用不正當的理由資遣蔡其達，這讓我深感無法繼續與這個報紙合作」；年底，他接任《號外》主編職務並移居香港，更針對旺中案走路工事件撰文批評旺中集團。
2015年，張鐵志返回臺灣定居，曾擔任台灣中華文化總會副秘書長。

## 政治立場
張鐵志長年積極參與社會及政治相關運動，並長期關注臺灣民主化、中國人權及資本主義全球化等議題；他曾參與廢除死刑、反核、反美麗灣等人權及環保運動。
他曾表態支持在臺大陸學生納入全民健康保險被保險對象。
2008年，張鐵志在立委選舉中表態支持第三社會黨。後來，他在2010年和2012年選舉表態支持綠黨，並在馬躍·比吼投入選舉後表態支持。
2015年，他在社會民主黨成立時表態支持。2016年，他被聘任為蔡英文競選歌曲評審委員會評審委員。

## 爭議事件

### 青鳥書店退書
2022年9月，由張鐵志擔任總顧問的「青鳥書店」在高雄承億酒店推出佔地250坪的「承風青鳥」，但在4個月後，卻突然宣布終止和承億酒店的合作。事件起因於經銷商友善書業其中一位會員指稱，承風青鳥從2022年8月起，即拖欠七位數的經銷商書款，經談判後，承億集團創辦人暨董事長戴俊郎承諾在12月底前還清書款，卻也要求還款後要立刻使用「退書」機制，退回半數書籍給友善書業，並要對方在3個月還清近萬本退書款項，金額高達上百萬元。這對由兩百多家小型獨立書店共組、以社會企業精神做公益經銷的友善書業來說，是難以承擔的巨款，因而引發業界怒火。張鐵志本人在事件揭露後，透過臉書發表回應：「這次確實有延遲付款」。
「退書」是出版業者、經銷商與書店間為了保持書籍彈性流通而特有的機制。而獨立書店因在資金、規模上不如連鎖書店，往往合資共組合作社，確保獨立書店即使人力、資金不足或位於偏遠地區，也能有彈性的書籍調動方式，本次青鳥書店以合作社會員的身份使用退書機制的方式，激起台灣出版業者、文化圈人士廣泛討論。
除退書事件以外，青鳥書店與建商、政府單位的BOT合作、快閃開店模式也引發許多質疑聲浪。

### VERSE 佔用國有地
2022年4至5月，台灣文化部推出的「空總臺灣當代文化實驗場（面會吧及加油站）複合式餐飲委託營運標租案」由張鐵志擔任負責人與董事長的「一頁文化制作」股份有限公司得標。根據標案契約內容，文化部委託一頁文化經營的項目為「複合式餐飲」，得標後一頁文化與青鳥書店於2022年11月接受媒體訪問，聲稱空總為「廢棄加油站變身公共圖書館」。然而一頁文化卻將上百坪空共空間的大部分作為其名下出版品 VERSE 雜誌與青鳥書店的私人辦公室，並一度禁止民眾入座閱讀，引發「佔用國有地、霸佔公共空間」的爭議。

### 性騷擾
2023年5月下旬起台灣各界掀起#MeToo運動，張鐵志週五6月9日，在未經受害當事人知情與許可情況下，突在臉書發文自爆自己曾在20多年前酒後斷片性騷一名學妹。其當事人告訴他自己的手碰觸了她的身體，讓她感到不舒服，當年他立刻道歉並簽下道歉信。在近日一連串的新聞事件後，張鐵志說自己再度連絡學妹，確認對方接受誠懇的道歉，但他坦言這件事在這20多年來已經被無限扭曲、放大、流傳，變成另一個虛構故事，「承受的苦痛與屈辱是外界很難理解的」。
張鐵志雖然隨後在週六6月10日刪除臉書貼文，但發言已在臉書上發酵，隨後作家房慧真在臉書上，以代受害者Ｌ女士轉發為題回應張鐵志的貼文，表示：「二十年來，我覺得張先生受了很多教訓，也收過他的道歉，所以不再追究。二十年前，我的感受是蠻嚴重的，是性騷擾無疑，但並非性侵。」 藝文圈也紛紛表達自己對這件事的想法。

## 著作
- 《聲音與憤怒：搖滾樂可能改變世界嗎》（商周出版，2004；十週年紀念版，印刻出版，2015；簡體字版，廣西師範大學出版社，2011）
- 《反叛的凝視》（印刻，2007）
- 《時代的噪音：從狄倫到U2的抗議之聲》（印刻出版，2010；簡體字版，廣西師範大學出版社，2010）
- 《愛上噪音》（與柴子文共同編著，八旗文化，2012）
- 《時代正在改變︰民主、市場與想象的權力》（廣西師範大學出版社，2013）
- 《文藝復興我地》（與柴子文共同編著，天窗出版社，2014）
- 《燃燒的年代：獨立文化、青年世代與公共精神》（印刻出版，2016）
- 《未來還沒被書寫：搖滾樂及其所創造的》（印刻出版，2022）

## 連結
- 張鐵志的Facebook專頁
- 張鐵志的X（前Twitter）
- 張鐵志（页面存档备份，存于）的新浪微博
- 張鐵志（页面存档备份，存于）在數位時代的文章列表
- 張鐵志（页面存档备份，存于）在報導者的文章列表
- 《時代的噪音》（页面存档备份，存于）- FT中文網